# Le Retour (Conrad)
Pour les articles homonymes, voir Le Retour.
Cet article concerne la nouvelle de Joseph Conrad. Pour la nouvelle de Guy de Maupassant, voir Le Retour.
Le Retour (The Return) est une nouvelle de Joseph Conrad publiée en 1898.

## Historique
Le Retour paraît en 1898 dans le recueil de nouvelles Tales of Unrest (traduit en français par Inquiétude).

## Résumé
Comme tous les soirs, Alvan Hervey, un bourgeois londonien à la vie bien réglée, rentre chez lui. Une surprise l'attend : sa femme a quitté le domicile conjugal.

## Éditions en anglais
- The Return, dans le recueil de nouvelles Tales of Unrest, chez T. Fisher Unwin, en avril 1898.

## Traductions en français
- Le Retour, traduit par G. Jean-Aubry, Paris, Éditions Gallimard, 1932
- Le Retour, traduction revue par Pierre Coustillas, Conrad, Œuvres, tome I, Éditions Gallimard, « Bibliothèque de la Pléiade », 1982.